# Gemmaria gemmata
Gemmaria gemmata là một loài thực vật có hoa trong họ Amaryllidaceae. Loài này được Salisb. Ex D. & U. Muller-Doblies mô tả khoa học đầu tiên.